# (1066) Lobelia
Pour les articles homonymes, voir Lobelia.
(1066) Lobelia, initialement 1924 RA, est un astéroïde de la ceinture principale. Il tire son nom du genre de plantes à fleurs les lobélies.

## Découverte
l'astéroïde est découvert par Karl Wilhelm Reinmuth le 1er septembre 1924 à l'observatoire du Königstuhl en Allemagne et sa désignation provisoire est 1924 RA.

## Orbite
Lobelia est un astéroïde de la ceinture principale. Il orbite autour du Soleil à une distance comprise entre 1,90 UA (périhélie) et 2,9 UA (aphélie) avec une période de 3,72 ans. L'inclinaison de son orbite est de 4,8° et son excentricité de 0,20.

## Caractéristiques
Lobelia à un diamètre d'environ 6 km. Sa magnitude absolue est de 12,34 et son albédo est de 0,488. La période de rotation de l'astéroïde est légèrement supérieure à 5 heures.